# 春名竜聖
春名 竜聖（はるな りゅうせい、2004年5月1日 - ）は、兵庫県出身のプロサッカー選手。Jリーグ・水戸ホーリーホック所属。ポジションはゴールキーパー。

## 来歴
中学生からセレッソ大阪のアカデミーに加入。U-15から継続的に年代別日本代表に選ばれている。U-18日本代表では正ゴールキーパーの座を確立していた。
2022年、クラブユース選手権U-18で優勝した。また、セレッソのアカデミーとしてU-15(セレッソ大阪U-15)、女子U-18(セレッソ大阪堺ガールズ)も優勝し、史上初のクラブユース選手権3冠を達成している。
2023年、水戸ホーリーホックに加入。当時の水戸GMである西村卓朗からは「特筆すべきは足元の技術、キックの精度が非常に高い」と評された。2月15日、U-20日本代表に招集された。
2024年12月20日、J3・テゲバジャーロ宮崎へ育成型期限付き移籍する事が発表された。
2025年7月5日、水戸へ復帰した。

## 所属クラブ
- 江井島イレブン
- 2017年 - 2019年 セレッソ大阪西U-15（明石市立江井島中学校）
- 2020年 - 2022年 セレッソ大阪U-18（興國高等学校）
- 2023年 -  水戸ホーリーホック
  - 2025年 - 同年7月  テゲバジャーロ宮崎(育成型期限付き移籍)

## 個人成績
| 国内大会個人成績 | 国内大会個人成績 | 国内大会個人成績 | 国内大会個人成績 | 国内大会個人成績 | 国内大会個人成績 | 国内大会個人成績 | 国内大会個人成績 | 国内大会個人成績 | 国内大会個人成績 | 国内大会個人成績 | 国内大会個人成績 |
| 年度             | クラブ           | 背番号           | リーグ           | リーグ戦         | リーグ戦         | リーグ杯         | リーグ杯         | オープン杯       | オープン杯       | 期間通算         | 期間通算         |
| 年度             | クラブ           | 背番号           | リーグ           | 出場             | 得点             | 出場             | 得点             | 出場             | 得点             | 出場             | 得点             |
| 日本             | 日本             | 日本             | 日本             | リーグ戦         | リーグ戦         | リーグ杯         | リーグ杯         | 天皇杯           | 天皇杯           | 期間通算         | 期間通算         |
| ---------------- | ---------------- | ---------------- | ---------------- | ---------------- | ---------------- | ---------------- | ---------------- | ---------------- | ---------------- | ---------------- | ---------------- |
| 2023             | 水戸             | 33               | J2               | 7                | 0                | -                | -                | 2                | 0                | 9                | 0                |
| 2024             | 水戸             | 51               | J2               | 8                | 0                | 1                | 0                | 2                | 0                | 11               | 0                |
| 2025             | 宮崎             | 51               | J3               | 0                | 0                | 0                | 0                | -                | -                | 0                | 0                |
| 2025             | 水戸             | 51               | J2               |                  |                  | -                | -                | -                | -                |                  |                  |
| 通算             | 日本             | 日本             | J2               | 16               | 0                | 1                | 0                | 4                | 0                | 20               | 0                |
| 通算             | 日本             | 日本             | J3               | 0                | 0                | 0                | 0                | -                | -                | 0                | 0                |
| 総通算           | 総通算           | 総通算           | 総通算           | 16               | 0                | 1                | 0                | 4                | 0                | 20               | 0                |

- Jリーグ初出場 - 2023年5月3日 J2第13節 対V・ファーレン長崎（ トランスコスモススタジアム長崎）

## 代表歴
- 2023年 U-20日本代表
  - AFC U20アジアカップ
  - FIFA U-20ワールドカップ

## タイトル
セレッソ大阪U-18
- 日本クラブユースサッカー選手権 (U-18)大会 (2022年)